# Listrocerum olseni
Listrocerum olseni là một loài bọ cánh cứng trong họ Cerambycidae.